# Magdalena Ventura cu soțul și fiul ei
Magdalena Ventura cu soțul și fiul ei sau Doamna cu barbă este o pictură în ulei pe pânză din 1631 a artistului spaniol Jusepe de Ribera. Acum face parte din colecția Fundación Casa Ducal de Medinaceli și este expusă la Muzeul Național Prado din Madrid.

## Descriere
Tabloul o prezintă pe Magdalena Ventura stând în picioare în timp ce își alăptează copilul, iar soțul acesteia stând în spatele ei, în umbră. În dreapta sunt două tăblițe de piatră scrise, cea de sus enumerând detaliile poveștii familiei lor în latină, proclamând-o ca O minune a naturii. A doua tăbliță exprimă natura neobișnuită a femeii, deoarece are un soț și încă un copil, și vorbește despre opera pictorului și mândria celui care a comandat pictura.
Pictura a fost menționată în diverse jurnale de epocă. Toate informațiile cunoscute despre Magdalena Ventura sunt derivate din citate și documente care se referă la pictură. Se presupune că Ducele de Alcalá a fost convins să comande pictura pe baza zvonurilor că ar fi auzit de ea. Tăblițele susțin că, la momentul picturii, femeia avea 52 de ani și începuse să îi crească păr facial încă de la 37 de ani. A avut cel puțin alți doi copii și era italiancă din regiunea Abruzzo. Probabil că Magdalena ajuta sau era principala sursă de venit a familiei - folosindu-se de faptul că avea o barbă lungă și netunsă, așa cum o arată și pictura. Aceasta este în contrast puternic cu barba tunsă mai la modă a soțului ei. Actul de a sta în picioare în timp ce alăptează este, de asemenea, o poziție neobișnuită pentru femeile din secolul al XVII-lea și a fost asociat cu relatările despre femei africane puternice care alăptează în moduri neobișnuite. Pictarea Magdalenei Ventura într-o asemenea manieră ar fi servit pentru a-i sublinia „bărbăția” și puterea.
Pictura făcea parte dintr-o galerie de portrete ale unor oameni considerați „neobișnuiți”, în special ale unor persoane cu caracteristici populare printre actele de călătorie ale perioadei, cum ar fi nanismul. Ulterior, Ribera a fost plătit să realizeze un alt portret, de data aceasta al unui băiat cu un picior strâmb, Băiatul cu picior strâmb, în 1642.